# Zermelov poučak
Zermelov poučak je poučak iz teorije skupova. Glasi: svaki skup može se dobro urediti.